# Diocèse de Bruges
Le diocèse de Bruges est un diocèse suffragant de l'archidiocèse de Malines-Bruxelles. Il a été constitué au 27 mai 1834 et l'on comptait en 2004 près de 1 010 000 baptisés pour 1 138 503 habitants. Depuis octobre 2016, l'évêque est Lodewijk Aerts.

## Histoire
Un premier diocèse de Bruges fut créé lors de la réorganisation religieuse des Pays-Bas de 1559-1561, aux dépens du diocèse de Tournai. À cette époque, il était suffragant de l'archidiocèse de Malines.
Après le concordat de 1801, le diocèse de Bruges fut aboli et son territoire fut réuni au diocèse de Gand.
Une bulle papale de 1827 prévoyait déjà la création d'un diocèse de Bruges, mais elle n'a jamais été appliquée complètement.
En 1834, un diocèse de Bruges fut recréé. Son territoire correspondait à la province de Flandre-Occidentale.